# Omoide Ni Naru No?
Singles de Nami Tamaki
Moshimo Negai Ga
(2009) Missing You ~Time To Love~
(2011)
Omoide Ni Naru No? est le 4e single de Nami Tamaki sous le label Universal Music Japan, et le 19e en tout, il est sorti le 17 février 2010 au Japon. Il atteint la 138e place du classement de l'Oricon, et reste classé pendant 1 semaines, pour un total de 513 exemplaires vendus. C'est le single le moins vendu de Nami Tamaki à ce jour.
Omoide Ni Naru No? a été utilisé comme thème musical pour l'émission Utasta!!. Rakuen est une reprise d'une chanson de Ken Hirai. Omoide Ni Naru No? se trouve sur l'album STEP.

## Liste des titres
| 1. | Omoide Ni Naru No? (思い出になるの？) | Kanako Kato  | Jeff Miyahara & Jeremy Soule         | 4:11 |
| 2. | Itoshisa no Yukue (愛しさのゆくえ)    | ZOOCO        | Takashi Ikezawa                      | 4:54 |
| 3. | Rakuen (楽園)                         | Makoto Atoji | Masahito Nakano, Shinichiro Murayama | 5:30 |